# Anilocra ianhudsoni
Anilocra ianhudsoni es una especie de crustáceo isópodo marino del género Anilocra, familia Cymothoidae.
Fue descrita científicamente por Welicky & Smit en 2019.

## Distribución
Esta especie se encuentra en el océano Índico.